# Rushden & Diamonds FC

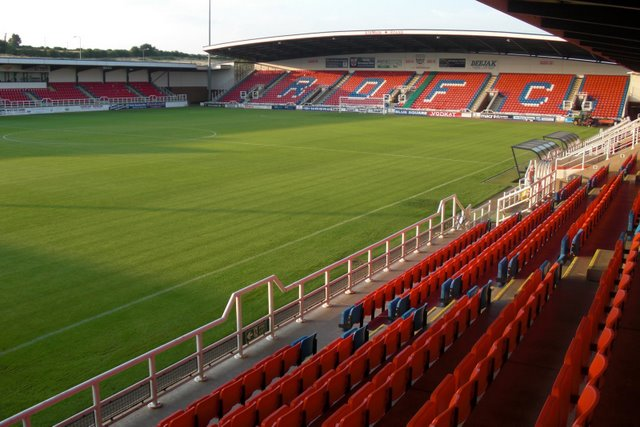
RDFC op de tribune van Nene Park

Rushden & Diamonds FC was een Engelse voetbalclub uit Irthlingborough, Northamptonshire. De club werd in 1992 opgericht na een fusie tussen Rushden Town en Irthlingborough Diamonds.
De club begon in de Southern League en promoveerde in 1996 naar de Football Conference, daar werd in 2001 de titel behaald en zo promoveerde de club voor het eerst naar de Football League. In het eerste seizoen werd meteen de play-off gehaald maar daar werd verloren van Cheltenham Town. Het volgende seizoen ging beter, op de laatste speeldag wipte de club over Hartlepool United naar de titel en promoveerde door naar de 3de klasse.
Het nieuwe seizoen startte goed en de fans hoopten al op een goed resultaat maar dan ging het snel bergaf en kon een degradatie niet vermeden worden. In 2006 degradeerde de club ook uit de League Two terug naar de Conference.
In juni 2011 werd de club uit de conference gezet omdat de financiële situatie onhoudbaar was geworden. Op 7 juli werd het faillissement uitgesproken. Vanuit de supporters werd direct AFC Rushden & Diamonds als opvolger opgericht. Nene Park wordt nu gebruikt door voormalig rivaal Kettering Town. 

## Bekende (oud-)spelers
- Simeon Jackson